# Rubus gallofuscus
Rubus gallofuscus är en rosväxtart som beskrevs av Alan Newton och M. Porter. Rubus gallofuscus ingår i släktet rubusar, och familjen rosväxter. Inga underarter finns listade i Catalogue of Life.